# 湯森山
70°35′S 66°48′E / 70.583°S 66.800°E
湯森山（英語：Thomson Massif）是南極洲的山峰，位於麥克羅伯特森地，屬於查爾斯王子山脈中阿拉米斯山脈的一部分，該山峰根據澳大利亞探險隊的照片被繪入地圖。